# Кемпно (гмина)
Кемпно (пол. Kępno) — гмина (волость) в Польше, входит как административная единица в Кемпненский повет, Великопольское воеводство. Население — 24 330 человек (на 2004 год).

## Сельские округа
1. Борек-Меленцки
2. Доманин
3. Ханулин
4. Кеженко
5. Кежно
6. Клины
7. Кронжковы
8. Мехнице
9. Микожин
10. Мыёмице
11. Ольшова
12. Осины
13. Острувец
14. Пшибышув
15. Пусткове-Кеженьске
16. Жетня
17. Шклярка-Меленцка
18. Свиба

## Прочие поселения
1. Бялы-Млын
2. Дзеканя
3. Зосин

## Соседние гмины
1. Гмина Баранув
2. Гмина Бралин
3. Гмина Дорухув
4. Гмина Кобыля-Гура
5. Гмина Остшешув
6. Гмина Верушув